# Louis-Henri Delarageaz

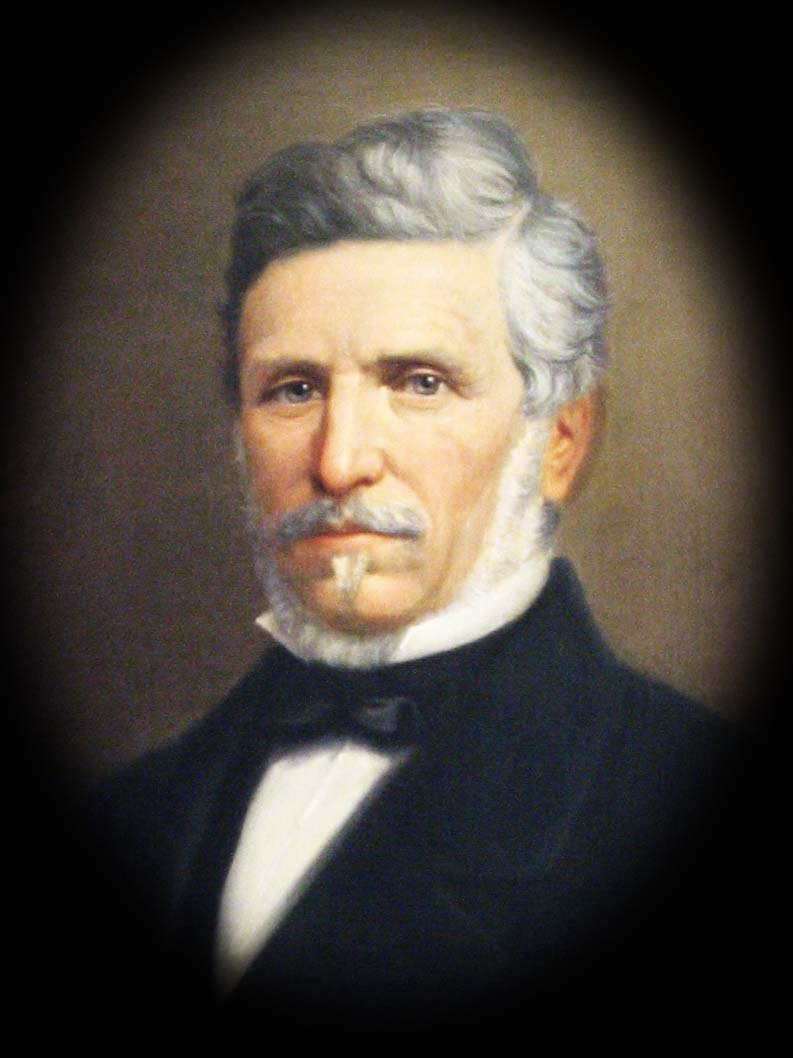
Louis-Henri Delarageaz im Jahr 1876, gemalt von Caspar-Albert Usteri

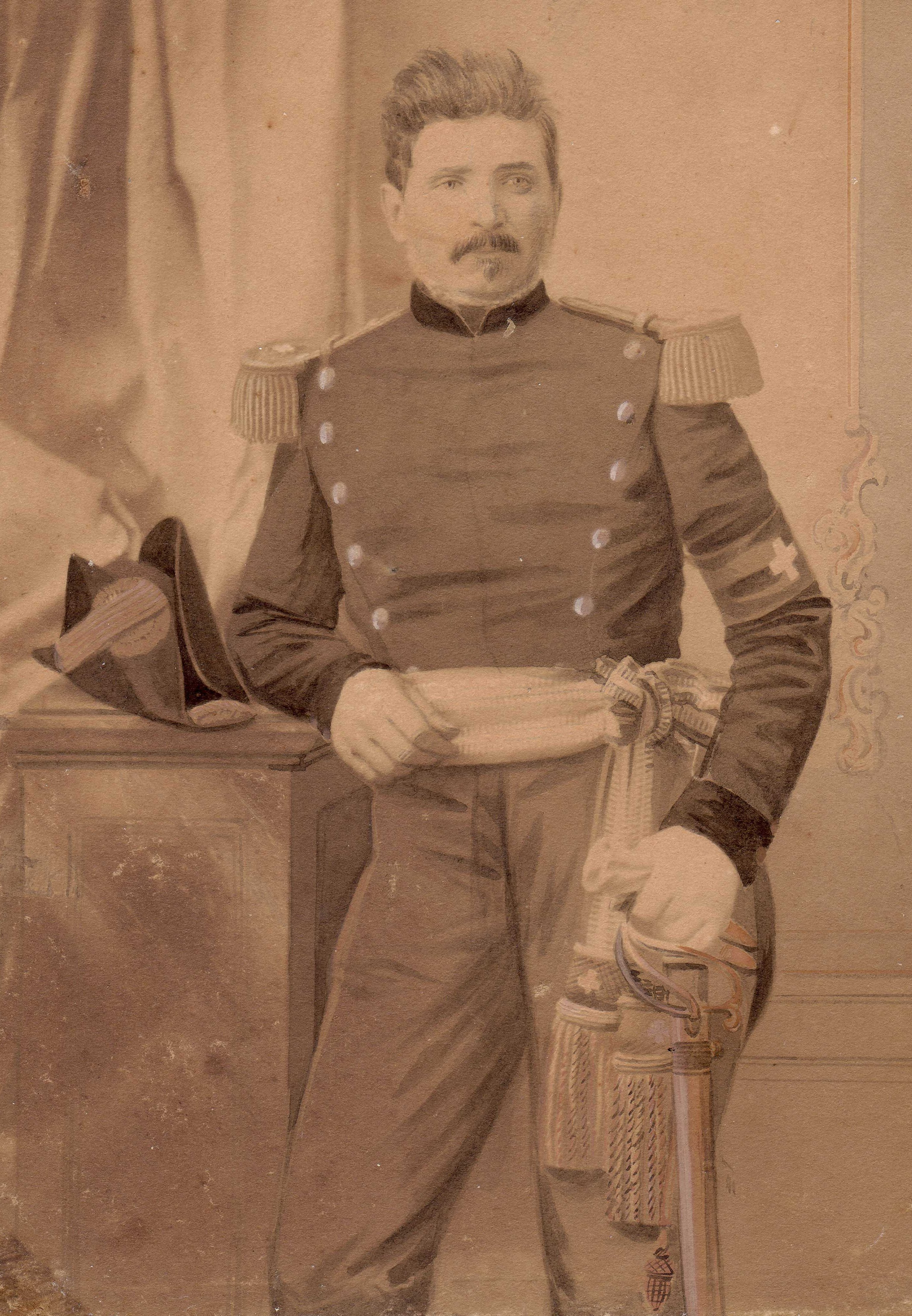
Delarageaz als eidgenössischer Oberst. Foto Elie Wolf, Basel, 1857.

Louis-Henri Delarageaz (* 9. Oktober 1807 in Préverenges; † 14. März 1891 ebenda) war ein Schweizer Politiker, Landvermesser und Oberst. Von 1845 bis 1862 sowie von 1866 bis 1878 war er Staatsrat des Kantons Waadt, von 1857 bis 1881 gehörte er ununterbrochen dem Nationalrat an.

## Biografie
Sein Vater François-Samuel Delarageaz (1770–1836) war ein wohlhabender Landwirt, Eigentümer des Gasthofes Étoile in Préverenges, Beisitzer im Friedensgericht, Gemeindeschreiber und Grossratsabgeordneter; seine Mutter war Louise-Georgette Moyard (1778–1863). Als 14-Jähriger verbrachte Delarageaz ein Jahr in Zofingen im Kanton Aargau. Danach begann er in Lausanne beim Waadtländer Baudepartement eine Lehre als Landvermesser. Nachdem er 1831 das Diplom erlangt hatte, gründete er ein eigenes Unternehmen. Als freier Mitarbeiter von Guillaume-Henri Dufour war Delarageaz an der Erstellung der Dufourkarte und der Waadtländer Militärkarte sowie an der Vermessung zahlreicher Waadtländer Gemeinden beteiligt. Er belegte als externer Schüler einige juristische Kurse der Akademie Lausanne, fiel aber 1838 beim Notarexamen durch.
Ungeachtet dieses kleineren beruflichen Misserfolgs machte Delarageaz auch eine militärische Karriere in der Milizarmee. Während des Sonderbundskriegs von 1847 gehörte er als Oberstleutnant dem Generalstab der Tagsatzungstruppen an und war an der kurzen Belagerung der Stadt Fribourg beteiligt. Nachdem er von 1849 bis 1853 die Kasernen in Bière und Thun kommandiert hatte, wurde er 1855 zum Oberst der Artillerie befördert. Auf dem Höhepunkt des Neuenburgerhandels Ende 1856 war er mit dem Ausbau von Befestigungen in Kleinbasel betraut, um einen möglichen Einmarsch preussischer Truppen zurückzuschlagen; ebenso war er Mitglied des von Friedrich Frey-Herosé präsidierten Kriegsrates. 1876 schied er aus dem Militär aus.
Delarageaz zeigte Interesse an kommunistischen Ideen, ohne diesen aber zuzustimmen; insbesondere las er Werke von Étienne Cabet, Charles Fourier und Pierre-Joseph Proudhon. Mit Proudhon war er befreundet und führte mit ihm einen Briefwechsel. Als Anhänger des Radikalliberalismus trat er den liberalen Organisationen Junge Schweiz, Schweizerischer Nationalverein und Schutzverein bei. Ebenso war er Mitglied der Freimaurerloge Espérance et Cordialité. 1835 wurde Delarageaz in die Gemeindelegislative von Préverenges gewählt, ab 1841 amtierte er als Gemeindepräsident. Ebenfalls 1841 erfolgte die Wahl in den Grossen Rat des Kantons Waadt. Als Reaktion auf die Berufung von Jesuiten an die höheren Lehranstalten im Kanton Luzern gründete er im Dezember 1844 die Association patriotique. Zusammen mit seinem Freund Henri Druey war Delarageaz einer der Anführer der Waadtländer Revolution von 1845: Nach dem Sturz der Regierung, die in der Jesuitenfrage eine neutrale Haltung eingenommen hatte, verkündete er am 14. Februar in Lausanne die Machtübernahme der Radikalen.
Am 5. März 1845 wurde Delarageaz in den Grossen Rat des Kantons Waadt gewählt, dieser wählte ihn einen Tag später in den Staatsrat; insgesamt blieb er 29 Jahre lang im Amt. Während dieser Zeit stand er mehreren Departementen vor (Finanzen, Justiz und Polizei, Inneres, Militärwesen, öffentliche Bauten). Unter seiner Führung verwirklicht wurden unter anderem die Eindämmung der Rhone sowie die Entwässerung der Ebenen an der Broye und der Orbe. Er förderte den Bau der ersten Eisenbahnlinien, gründete die Waadtländer Kantonalbank, erarbeitete ein neues Landwirtschaftsgesetz und führte eine obligatorische Versicherung gegen Brand- und Wasserschäden ein. Nach der Wahl Druets in den Bundesrat galt Delarageaz ab 1848 unumstritten als führender Politiker der Waadt. Im selben Jahr erwarb er die Zeitung Le Nouvelliste vaudois, um sein radikalliberales Gedankengut weiter zu verbreiten.
Delarageaz kandidierte bei den Nationalratswahlen 1857 und war im Waadt-West erfolgreich. Sieben Mal in Folge gelang ihm die Wiederwahl. Die von ihm massgeblich geprägte Waadtländer Kantonsregierung wurde 1862 abgewählt, als der linke Flügel der Radikalen und die Liberalen sich gegen ihn verbündeten. Nach vier Jahren Unterbrechung zog er 1866 wieder in die Regierung ein. 1868 war er im Auftrag des Bundesrates Delegierter bei den Verhandlungen mit dem Königreich Italien über die genaue Grenzziehung bei Poschiavo. Im selben Jahr unternahm er eine Grenzbegehung im territorial umstrittenen Valle Cravariola. Nachdem er nur knapp wiedergewählt worden war, trat er 1878 aus dem Staatsrat aus, drei Jahre später verzichtete er auf die Wiederwahl als Nationalrat.
Seit 1835 war Delarageaz mit Louise-Charlotte Bron aus Bremblens verheiratet, seiner Cousine zweiten Grades. Sein Sohn Louis-Charles Delarageaz war von 1893 bis 1906 ebenfalls Nationalrat.